# スバルプランニング
スバルプランニングは、全国の民間ラジオ放送局（AM・FM）に番組を委託制作・配信しているラジオ番組制作会社である。本社は東京都港区赤坂。呼称として同社の社名と「ラジオ」とを掛け合わせた「スバラジ」を使用している。

## 概要
テレビ・ラジオ・CM・イベント・コンサートの企画制作を手がけている。
なかでも演歌・歌謡曲に関わる番組を多く制作している点が特徴である。
インターネットラジオ番組制作も行っている。アニメーションタイトルのDVD特典やラジオCDなどに制作会社やディレクションスタッフとして多々クレジットされている。

## 主な制作番組

### 現在放送中
（2025年4月現在）
- 水野浩二のアジアステーション
- 歌めぐり風だより（コロムビアソングスとの共同制作、1994年10月 - 2009年9月、2024年10月 - ）
- 早川美里佳の酒のつまみと音楽と。（BSNラジオ・ぎふチャン）
- 元気印!チータdeマーチ（水前寺清子、熊本放送ほか）
- 水森英夫のチップイン歌謡曲（火曜会との共同制作、四国放送ほか）
- 大月みやこのいい歌・こんばん話（ラジオ大阪、ラジオ沖縄、ぎふチャン）[注釈 1]
- 三山ひろしの演歌の夜明け（高知放送ほか）
- 田川寿美 一期一会（長崎放送・京都放送・IBC岩手放送ほか）
- 二見颯一のやまびこステーション（宮崎放送・ぎふチャン）[注釈 2]
- 歌謡ナビゲーション（北日本放送ほか）
- 岡本京太郎の歌謡ルネッサンス（熊本放送ほか）
- 清水アキラ・美里里美のなんかいいことないか?（栃木放送・ぎふチャン）[注釈 3]
- ミュージック　フォトブック 〜チェウニdeどん〜（北日本放送・山形放送ほか）
- MUSIC GARDEN（HBCラジオ・新潟放送ほか）[注釈 4]
- 真田ナオキのミュージックフォトブック（ぎふチャンほか）[注釈 5]
- 島津悦子のあなたと1800秒（青森放送ほか）

### 過去に放送された番組
- アグネスのサニーサイドUP!（ぎふチャンほか、2001年 - 2019年3月）
- 柏原芳恵のJumpin'Music　ワンモアミラクル編（2004年10月 - 2023年12月）

北日本放送・ぎふチャン・和歌山放送・四国放送・茨城放送・西日本放送・KBS京都
- 石原詢子の恋する歌謡曲（2007年4月 - 2011年3月）

秋田放送・北陸放送・ぎふチャン・四国放送・琉球放送
- 王様の宝石箱（キングレコードとの共同制作、2009年10月 - 2013年3月）

事実上『歌めぐり風だより』の後番組として引き続きネットしている放送局もあった。
- ミヤリサン製薬 presents 北方謙三 水滸伝（2011年4月 - 2017年6月）

九州朝日放送との共同制作。語りは石橋凌。
- 小金沢くんの波乗り歌謡曲（2013年4月 - 2020年11月）
- チータの人生一路
- 円盤皇女ワるきゅーレ モッチー・ちなちなのラジオわるQ（送出先のキー局はラジオ大阪）
- 小林幸子のあの時この歌（送出先のキー局は文化放送）
- 風になりたい
- 山弦One More Music（送出先のキー局はFM香川）
- びん・かんドクロちゃんねる
- UPLIFTかくかたりき
- ゼロの使い魔 on the radio 〜トリステイン魔法学院へようこそ〜 （インターネットラジオ）
- キャララジオ
- 大徳寺圭のI LOVE 70's
- RADIO-izm（FM-FUJI）
- C-zone Baby（FM-FUJI）
- PandoraHeartsパンドララジオ〜アヴィスの使者がやってくる!?〜
- 偽・うpのギョーカイ時事放談（インターネットラジオ）
- 偽・うpのギョーカイ時事放談SUPER!
- 林あさ美のそろそろあさmix（青森放送ほか）
- レインブック・ミュージックフォトブック
- 我妻佳代のJumpin' Music
- 岸本ゆきえのJumpin' Music
- ユッキーvsしゅうのJumpin' Music
- 未来のJumpin' Music
- マイハートフルSONG（マイハートフルENKA）（KBS京都ほか）

平浩二、松尾ともこ出演。
- うたのたね（南日本放送ほか）
- 梓夕子のなごみ亭（ぎふチャンほか）
- 中村詩織のちょっとうたかた〜ハッピースマイルカフェ〜（ラジオ沖縄ほか）
- なつこのミュージックフォトブック（新潟放送ほか、2012年10月 - ）
- 赤坂ミュージックフレンズ

小松みどり、福田みのる出演。Ustream配信。
- 元気はつらつ歌謡曲（USEN・コミュニティFM局）